# 神次元偶像 戰機少女PP
《神次元偶像 戰機少女PP》是Idea Factory和Tamsoft开发，Compile Heart在日本、NIS America在北美、澳洲和欧洲发行的育成模拟游戏。游戏为海王星系列的衍生作品，在索尼PlayStation Vita独占。游戏于2013年6月在日本发售，2014年6月在西方发售。

## 登場人物

### 主題曲
片頭曲
「NEXT STAGE!」
作曲、作詞：桃井晴子，編曲：上野浩司，主唱：Afilia Saga
片尾曲
「パーフェクト☆クエスト」
作詞、主唱：彩音，作曲、編曲：渡辺篤弘

## 游戏评价
《Fami通》为游戏打出29/40分，游戏在西方得分汇总网站Metacritic的分数为54/100。